# Elasmoscelis lundana
Elasmoscelis lundana är en insektsart som beskrevs av Synave 1961. Elasmoscelis lundana ingår i släktet Elasmoscelis och familjen Lophopidae. Inga underarter finns listade i Catalogue of Life.